# Micrandropsis scleroxylon
Micrandropsis scleroxylon är en törelväxtart som först beskrevs av William Antônio Rodrigues, och fick sitt nu gällande namn av William Antônio Rodrigues. Micrandropsis scleroxylon ingår i släktet Micrandropsis och familjen törelväxter. Inga underarter finns listade i Catalogue of Life.